# Josef Fischer (buditel)
Josef Fischer (16. dubna 1815 Jevíčko – 11. července 1894 Moravská Třebová) byl lékař a český národní buditel v Těšíně.

## Život
Vystudoval medicínu ve Vídni a od roku 1841 působil v Těšíně jako lékař v nemocnici Alžbětinek a v Cellestově ústavu, později také jako soudní lékař.
Byl mimořádně aktivní. Od roku 1850 učil češtinu a polštinu na těšínském gymnáziu. Stal se předsedou řady organizací, jako byla Czytelnia Ludowa (knihovna založená Pavlem Stalmachem), Towarzystwo naukowej pomocy (sdružení na podporu slovanských studentů), Towarzystwo pedagogiczne a český spolek Snaha. V letech 1850 – 63 byl rovněž členem těšínského městského zastupitelstva. Roku 1882 odešel do důchodu (přestal vyučovat na gymnáziu), ale nadále působil jako lékař. Měl velký respekt místních Čechů i Poláků.